# Gabriel von Berlepsch
Gabriel Freiherr von Berlepsch (* 11. Februar 1984 in Göttingen) ist ein deutscher Film- und Theaterschauspieler.

## Leben
Gabriel Freiherr von Berlepsch wurde als dritter Sohn des Kaufmanns Hans-Sittich Graf von Berlepsch (* 1945) und seiner Frau Maria-Antonietta, geb. Thuronyi (* 1950) geboren. Er verlebte seine Kindheit mit drei Brüdern auf dem Familiensitz Schloss Berlepsch bei Witzenhausen.
Nach dem Abitur in Göttingen absolvierte er ein freiwilliges kulturelles Jahr am Schauspiel Frankfurt. Anschließend studierte er von 2004 bis 2008 Schauspielkunst an der Hochschule für Musik und Theater Rostock. Sein erstes Festengagement führte ihn ans Theater Freiburg. Dann spielte er am Schauspielhaus Wien, am Düsseldorfer Schauspielhaus und am Deutschen Theater Göttingen.
Daneben ist er regelmäßig im Film und Fernsehen zu sehen.
Gabriel Freiherr von Berlepsch und seine Frau Rebecca Klingenberg, ebenfalls Schauspielerin am Deutschen Theater Göttingen, vermitteln in Workshops, wie man der eigenen Persönlichkeit mit Atem, Stimme und Haltung kraftvoll und authentisch Ausdruck verleihen kann.

## Filmografie (Auswahl)
- 2013: Ein Fall für die Anrheiner
- 2014: SOKO Stuttgart – Gutes Mädchen
- 2016: Heiter bis tödlich: Akte Ex
- 2016: Leningrad Symphony (Doku-Spielfilm)
- 2017: Harter Brocken: Der Bankraub
- 2017: Whitecollar Upgrade
- 2017: Die Spezialisten – Im Namen der Opfer – Die Lüge
- 2018: Klassentreffen 1.0 (Kinofilm)
- 2018: Schnitzel XXL (Fernsehfilm)
- 2020: SOKO Stuttgart –  Ein bisschen Zärtlichkeit
- 2020: Albers & Burg (Doku-Spielfilm)
- 2020: Inga Lindström – Das gestohlene Herz (Fernsehfilm)
- 2020: Check Check (Comedy-Serie)
- 2020: Die Liebe des Hans Albers
- 2020: Blackout
- 2022: Rumspringa – Ein Amish in Berlin
- 2023: Das Traumschiff – Bahamas (Fernsehfilm)
- 2023: Rosamunde Pilcher – Wenn ich dich wiederfinde (Fernsehfilm)
- 2024: Bad Director

## Theater (Auswahl)
- 2008–2012 Theater Freiburg
- 2012/2013 Schauspielhaus Wien
- 2013/2014 Düsseldorfer Schauspielhaus
- seit 2014 Deutsches Theater Göttingen